# Historische Automobilrennsport Interessengemeinschaft Ostdeutschland
Historische Automobilrennsport Interessengemeinschaft Ostdeutschland, w skrócie HAIGO – niemiecka organizacja promująca wyścigi samochodów historycznych pochodzących z dawnego bloku wschodniego.

## Historia
Organizacja powstała w 2004 roku i miała w założeniu stworzyć serię wyścigową wykorzystującą samochody z byłego bloku wschodniego. Pierwszym prezydentem stowarzyszenia został Hartmut Thaßler. Już na początku swojego istnienia HAIGO zorganizowało takie imprezy, jak Sachsenring Classic i Brno Grand Prix Revival. W 2014 roku HAIGO została uznana przez FIA jako jedyna organizacja tego typu.

## Mistrzowie
Źródło: puru.de
| Sezon | Formuła Mondial   | Formuła Easter     | Turystyczne do 600 | Turystyczne do 1300 | Turystyczne do 2000 | Turystyczne pow. 2000 |
| ----- | ----------------- | ------------------ | ------------------ | ------------------- | ------------------- | --------------------- |
| 2005  | Henrik Opitz      | Heinz Siegert      | Dirk Hanschmann    | Maik Thomas         | Wolfgang Krug       | Michael Meyer         |
| 2006  | Bernd Weber       | Heinz Siegert      | Dirk Hanschmann    | Maik Thomas         | Klaus Malich        | Thomas Öller          |
| 2007  | Nils-Holger Wilms | Steffen Bitterlich | Dirk Hanschmann    | Michael Krings      | Jens Übigau         | Sven Bütow            |
| 2008  | Toni Koitsch      | Silvio Keilig      | Steffen Grossmann  | Rocco Berger        |                     |                       |
| 2009  | Nils-Holger Wilms | Silvio Keilig      | Steffen Grossmann  | Maik Thomas         |                     |                       |
| 2010  | Nils-Holger Wilms | Silvio Keilig      |                    | Sebastian Dross     |                     |                       |
| 2011  | Nils-Holger Wilms | Tobias Worm        |                    | Kai-Uwe Rossner     |                     |                       |
| 2012  | Thomas Hoffmann   |                    |                    | Rocco Berger        |                     |                       |
| 2013  | Jaak Kuul         | Sivio Keilig       |                    | Dieter Hoffmann     |                     |                       |
| 2014  | Nils-Holger Wilms | Sivio Keilig       |                    | Dieter Hoffmann     |                     |                       |
| 2015  | Thomas Hoffmann   | Guido Ketzmarick   |                    | Maik Thomas         |                     |                       |
| 2016  | Nils-Holger Wilms | Guido Ketzmarick   |                    | Peter Gröning       |                     |                       |
| 2017  | Toni Koitsch      | Christian Stoppel  |                    | Kai-Uwe Rossner     |                     |                       |
| 2018  | Nils-Holger Wilms | Christian Stoppel  |                    | Sebastian Dross     |                     |                       |
| 2019  | Nils-Holger Wilms | Guido Ketzmarick   |                    | Dieter Hoffmann     |                     |                       |